# Wherever You Are
Wherever You Are (títol polonès Gdzieśkolwiek jest, jeśliś jest...) és una pel·lícula psicològica polonesa-alemanya de 1988 dirigida per Krzysztof Zanussi.
Els exteriors es van rodar a Varsòvia (Teatre polonès, capella del Cementiri de Bródnowski), Sierpc, Walewice i Colònia.

## Descripció de la trama
Julian Castor és el cònsol honorari de l'Uruguai a Polònia. Juntament amb la seva dona Nina, visiten la finca Hulanicki. És l'any 1938. Hulanicki organitza una feina per al seu fill Staś a Julian's. Al cap d'un temps, el nen descobreix que la fàbrica ha organitzat un punt de contacte per a la transferència d'armes alemanyes a la minoria alemanya a Polònia.

## Repartiment
- Julian Sands – Julian
- Renée Soutendijk – Nina
- Maciej Robakiewicz – Staś
- Vadim Glowna – professor alemany
- Andrzej Łapicki – Hulan
- Alexander Bardini - Professor Steinberg
- Hanna Skarżanka - cosina de la família Hulanicki
- Paweł Wawrzecki – sacerdot catòlic
- Jerzy Nowak – oficial traductor
- Maja Komorowska - germana Klementyna
- Sylwia Wysocka – ballarina
- Beata Maj-Dąbal – ballarina
- Juliusz Lubicz-Lisowski - convidat de la família Hulanicki
- Tadeusz Bradecki – doctor Marcin, psiquiatre
- Andrzej Żarnecki – cosí de la família Hulanicki
- Anna Milewska - Esposa d'Hulanicki, mare de Staś
- Irena Malkiewicz – mare de Hulanicki
- Mirosław Kowalczyk – malalt mental
- Maciej Borniński – malalt mental
- Joachim Król – Edward, el conductor de Castor
- Milva – esposa d'un diplomàtic italià